# 張朝爵
張朝爵（?—?），又作张潮爵。廣西人。
早期为太平天国东王杨秀清部下。1853年9月随石达开往安庆安民。1860年，湘军围困安慶，与守將葉芸來、吳定彩部防守，城内断粮多日，唯张朝爵在屋顶上私藏五石大米。次年9月城陷之時，夜乘小舟逃離。后回天京，封力王。1864年天京陷落，下落不明。